# レスター・シティFC.リザーブ
レスター・シティFC.リザーブ(Leicester City Football Club Under-21s and Academy)はプレミアリーグに所属しているレスター・シティFCのリザーブチーム及びアカデミーである。主に21歳以下の選手達で構成されており、リザーブはUnder-21s、ユースはUnder-18sと定義付けされている。シニアチームの選手が怪我から復帰するための調整としてUnder-21sの試合に出場する場合がある。

## 概要
- レスター・シティFCに所属している主に21歳以下の選手達で構成されている。
- 現在、Under-21sはプレミアリーグ2のディビジョン1に所属しており、Under-18sはU-18プレミアリーグのサウスに所属している。
- アカデミー生はLeicester City FC Training Groundをシニアチームと共有しながら活動している。
- 姉妹クラブであるジュピラー・プロ・リーグ所属のOHルーヴェンへのレンタル移籍が散見される。
- 近年のベン・チルウェルやハーヴィー・バーンズをはじめとしたA代表への選手輩出や最先端のトレーニング施設の充実が認められ、アカデミーの最高評価であるカテゴリー1の認定を獲得した[1]。

## 歴代選手

### GK
- ダニエル・イヴェルセン
- ヴィクトル・ヨハンソン
- ヤクブ・ストラーチェク
- チトゥル・オドゥンゼ（英語版）

### DF
- リアム・ムーア
- カラム・エルダー（英語版）
- ベン・チルウェル
- カルヴィン・バッシー
- アレックス・パシュカヌ
- フィリプ・ベンコヴィッチ
- ルーク・トーマス
- ジョシュ・ナイト（英語版）
- ヴォンタイ・デイリー＝キャンベル（英語版）
- ルイス・ブラント（英語版）
- ブランドン・コーヴァー
- ベン・ネルソン

### MF
- アンディ・キング
- 古賀俊太郎
- ジェフリー・シュルップ
- トム・ローレンス
- ファイク・ボルキア
- ジョージ・トーマス
- バルトシュ・カプストゥカ
- ハムザ・チョードゥリー
- キアナン・デューズバリー＝ホール
- カラム・ライト
- シドネイ・タバレス（英語版）
- タナワット・スエンチッタウォン
- ケイシー・マカティア
- ザック・ブース（英語版）
- アーヤン・ライキー（英語版）
- サミー・ブレイブルック
- シルコ・トーマス（英語版）
- トレイ・ナイオニ
- ワンヤ・マルサル＝マディバデュア（英語版）
- ウィル・アウベス

### FW
- エミール・ヘスキー
- ゲーリー・リネカー
- ハーヴィー・バーンズ
- ジョージ・ハースト（英語版）
- タワンダ・マスワンヒセ（英語版）
- ネイサン・オポク（英語版）
- ジェレミー・モンガ

## 現所属選手
2025年5月19日現在
注：選手の国籍表記はFIFAの定めた代表資格ルールに基づく。
| No. | Pos. |                | 選手名                             |
| --- | ---- | -------------- | ---------------------------------- |
| 61  | GK   | イングランド   | ハリー・フレンチ                   |
| 47  | DF   | イングランド   | ジョー・ワームレイトン             |
| 50  | DF   | イングランド   | ハーヴィー・ゴッドマーク＝フォード |
| 59  | DF   | イングランド   | ジェイデン・ヨセフ                 |
| 63  | DF   | アイルランド   | リアム・マッキャリニー             |
| 34  | MF   | イングランド   | マイケル・ゴールディング           |
| 40  | MF   | ポルトガル     | ワンヤ・マルサル＝マディバデュア   |
| 44  | MF   | イングランド   | サミー・ブレイブルック             |
| 46  | MF   | イングランド   | オリバー・ユーイング               |
| 49  | MF   | イングランド   | ヘンリー・カートライト             |
| 56  | MF   | バミューダ諸島 | デニッシュ・ヒル                   |
| 64  | MF   | ガーナ         | ボビー・アマーティ                 |
| 65  | MF   | イングランド   | トビー・オネイニー                 |
| 54  | FW   | イングランド   | キアン・ペナント                   |
| --  | GK   | イングランド   | ブラッド・ヤング                   |
| --  | GK   | イングランド   | スティーヴィー・ボーゾル           |
| --  | DF   | イングランド   | ミアサド・アリ                     |
| --  | DF   | イングランド   | ジャマリ・リンゼイ                 |
| --  | DF   | ジャマイカ     | ブランドン・コーヴァー             |
| --  | MF   | イングランド   | ローガン・ブリッグス               |
| --  | MF   | イングランド   | アルフィー・フィスケン             |
| --  | MF   | イングランド   | トミー・ニール                     |
| --  | FW   | イングランド   | アマニ・リチャーズ                 |
| --  | FW   | ガーナ         | ネイサン・オポク                   |
| --  | FW   | ウェールズ     | クリス・ポポフ                     |
| --  | FW   | イングランド   | ジェレミー・モンガ                 |
| --  | FW   | イングランド   | ジェイク・エヴァンス               |

### ローン移籍
注：選手の国籍表記はFIFAの定めた代表資格ルールに基づく。
| No. | Pos. |  | 選手名 |
| --- | ---- |  | ------ |